# Развозящий
Развозящий — шоссейный велогонщик, работающий на свою команду и её лидера.

## Задачи
В отличие от грегари, роль которого заключается в стратегической помощи команде и лидеру в течение всей гонки, развозящий в большей степени нацелен на помощь только лидеру ближе к финишу. Если грегари в процессе гонки жертвуют собой, то задача развозящего довести лидера до финиша, пожертвовав собой там.
Развозящий — это сильный спринтер.
Тактически развозящий за несколько километров, а потом и сотнях метров до финиша, блокирует атаки соперников пресекая их спринты. Между тем, убедившись в том, что лидер находится «на колесе», развозящий спринтует, и «вывозит» его на первую позицию, а сам позже бросает работать. Развозящих хорошо видно на финише, когда группа спринтеров в порыве борется за победу, в то же время некоторые гонщики вальяжно катятся, создавая проблемы для двигающихся в пелотоне.

## Спринтерский поезд
Спринтерский поезд формируется незадолго до финиша из нескольких гонщиков одной команды, которые выстраиваются в ряд. Впереди работают развозящие, в конце поезда — лидер-спринтер. При спринтерском поезде из четырёх человек затраты энергии у первого составляют 100 %, второго — 71 %, третьего — 64 %, четвёртого — 62 %.
Здесь при атаке команды-соперника развозящие могут блокировать работу этой команды. Также и наоборот, развозящие имитируют атаку, заставляя соперников начать спринтовать раньше. Это приводит к их более быстрой усталости, увеличивая шансы своего лидера.

## В культуре
- «Прекрасные лузеры: Особый мир» — литовский документальный фильм 2017 года[3].